# ダーコ・ミリチッチ
ダルコ・ミリチッチ（セルビア語: Дарко Миличић, ラテン文字転写: Darko Miličić、1985年6月20日 - ）は、セルビアのプロバスケットボール選手。NBAでプレーしていた。ユーゴスラビア連邦セルビア南バチュカ郡ノヴィ・サド出身。身長213cm、体重124.7kg。ポジションはセンター。

## 経歴
ユーロリーグでの活躍を経て、2003年のNBAドラフトにて、この年のドラフト全体1位のレブロン・ジェームズに次ぐ、全体2位でデトロイト・ピストンズに入団した(ドラフト全体2位はカーメロ・アンソニー、ドウェイン・ウェイド、クリス・ボッシュよりも高い順位であった)。その年のピストンズはNBAチャンピオンシップを獲得するが、スターター・ベンチとも層の厚いピストンズではほとんど出場機会が与えられず、出場するときは勝利か敗戦確実な試合がほとんどだった。将来を期待されていたものの、その次のシーズンも出場時間は変わらなかった。
2006年2月にオーランド・マジックとピストンズの間で成立したトレードによって、カルロス・アローヨと共にマジックへと移籍した。マジックではある程度の出場時間を得てアベレージを伸ばした。
2007年7月にメンフィス・グリズリーズに移籍した。2009年6月、トレードでニューヨーク・ニックスへ、2009-10シーズン中にニックスからミネソタ・ティンバーウルブズへ移籍、2011-2012シーズンまでプレーし、ある程度の活躍は見せていた。2012年9月、ボストン・セルティックスに移籍。同年11月21日、セルティックスから契約を解除された。

## 代表
セルビア・モンテネグロ代表選手であり、2006年に日本で開催されるバスケットボール世界選手権に参加するために来日して2002年の世界選手権金メダルの再現を目指してチームを引っ張った。ミリチッチは6試合に出場、チーム最高の1試合平均9.3リバウンド、2.8ブロック、チーム2位の16.2得点、1.8アシストをマーク、ベスト8決定戦ではスペインと対戦、NBAのオールスター選手でもあるパウ・ガソルとマッチアップして、18得点、15リバウンド、3ブロックを記録した。

## 個人成績

### NBA

#### レギュラーシーズン
| シーズン | チーム | GP  | GS  | MPG  | FG%  | 3P%  | FT%  | RPG | APG | SPG | BPG | PPG |
| -------- | ------ | --- | --- | ---- | ---- | ---- | ---- | --- | --- | --- | --- | --- |
| 2003–04† | DET    | 34  | 0   | 4.7  | .262 | .000 | .583 | 1.3 | .2  | .2  | .4  | 1.4 |
| 2004–05  | DET    | 37  | 2   | 6.9  | .329 | ---  | .708 | 1.2 | .2  | .1  | .5  | 1.8 |
| 2005–06  | DET    | 25  | 0   | 5.6  | .515 | .000 | .375 | 1.1 | .4  | .1  | .6  | 1.5 |
| 2005–06  | ORL    | 30  | 1   | 20.9 | .507 | ---  | .595 | 4.1 | 1.1 | .4  | 2.1 | 7.6 |
| 2006–07  | ORL    | 80  | 16  | 23.9 | .454 | .000 | .613 | 5.5 | 1.1 | .6  | 1.8 | 8.0 |
| 2007–08  | MEM    | 70  | 64  | 23.8 | .438 | .000 | .554 | 6.1 | .8  | .5  | 1.6 | 7.2 |
| 2008–09  | MEM    | 61  | 15  | 17.0 | .515 | ---  | .562 | 4.3 | .6  | .4  | .8  | 5.5 |
| 2009–10  | NYK    | 8   | 0   | 8.9  | .471 | ---  | ---  | 2.3 | .5  | .5  | .1  | 2.0 |
| 2009–10  | MIN    | 24  | 18  | 25.6 | .492 | .000 | .536 | 5.5 | 1.8 | .8  | 1.4 | 8.3 |
| 2010–11  | MIN    | 69  | 69  | 24.4 | .469 | ---  | .557 | 5.2 | 1.5 | .8  | 2.0 | 8.8 |
| 2011–12  | MIN    | 29  | 23  | 16.3 | .454 | ---  | .432 | 3.3 | .6  | .3  | .9  | 4.6 |
| 2012–13  | BOS    | 1   | 0   | 5.0  | .000 | ---  | ---  | 1.0 | .0  | .0  | .0  | .0  |
| 通算     | 通算   | 468 | 208 | 18.5 | .460 | .000 | .574 | 4.2 | .9  | .4  | 1.3 | 6.0 |

#### プレーオフ
| シーズン | チーム | GP | GS | MPG  | FG%  | 3P% | FT%   | RPG | APG | SPG | BPG | PPG  |
| -------- | ------ | -- | -- | ---- | ---- | --- | ----- | --- | --- | --- | --- | ---- |
| 2004†    | DET    | 8  | 0  | 1.8  | .000 | --- | .250  | .4  | .1  | .1  | .0  | .1   |
| 2005     | DET    | 9  | 0  | 2.3  | .286 | --- | 1.000 | .4  | .1  | .0  | .1  | .6   |
| 2007     | ORL    | 4  | 0  | 28.8 | .588 | --- | .529  | 4.5 | 1.0 | .3  | 1.0 | 12.3 |
| 通算     | 通算   | 21 | 0  | 7.1  | .489 | --- | .500  | 1.2 | .3  | .1  | .2  | 2.6  |

## その他
- ドウェイン・ウェイドはオフシーズンにホテルを予約する際にダーコ・ミリチッチの名前を使う。ミリチッチのほうがドラフト上位で指名されたことに納得がいかず、その屈辱感を忘れないためとのこと。
- 2004年、デトロイト・ピストンズ時代にNBAチャンピオンを経験した際、ラシード・ウォーレスの考案で選手や関係者全員に "チャンピオンベルト" が贈呈され、ミリチッチにもベルトが贈呈されたが、後に「自分は優勝に何一つ貢献出来なかった」という理由で、ベルトを「返上」している。